# 东城仙遗址
东城仙遗址，位于山东省日照市五莲县街头乡东城仙村，是中华人民共和国山东省文物保护单位之一。
1992年6月12日，授予山东省文物保护单位，是一座古遗址。